# Cristóforo Juárez
Cristóforo Juárez (Cuyoj, Santiago del Estero, 24 de julio de 1900-Santiago del Estero, 10 de marzo de 1980) fue un folclorista, autor, escritor y maestro argentino.

## Biografía
Realizó sus estudios en la Escuela Normal de La Banda y a los dieciséis años obtuvo el título de maestro. Desarrolló su labor de docente en Villa Salavina y tras contraer matrimonio con Clara Rosa Caporaletti se trasladó a Suncho Corral donde continuó enseñando. Se jubiló en la docencia como director en La Isla, en 1955. Participó del Consejo de Educación como vocal y presidente. Publicó poemas y artículos periodísticos en las revistas Picada y Vertical, y en los Cuadernos de Cultura Santiago del Estero. En 1939 escribió su primer libro, Reflejos del salitral y en la década del 70 editó Cantares, La vara prodigiosa y Llajtay. Creó innumerables letras de canciones que musicalizaron compositores como Carlos Carabajal, Cuti Carabajal y  Los Hermanos Ríos.

## Obra
Libros
- 2011  Coplas maduras, libro póstumo, recopilación.[3]
- 1979 La vara prodigiosa.
- 1974 Llajtay, narraciones y poemas.
- 1972 Cantares, recopilación de chacareras, zambas, vidalas y coplas.
- 1939 Reflejos del salitral, con una segunda edición (ampliada) en 1951 y una tercera en 1973.

Canciones
| - Pampa de los guanacos, música de Agustín Carabajal. - Rubia Moreno, música de Agustín Carabajal. - Quishcaloro, quishcaloro, música de Manuel Augusto Jugo. - Estampa del mansero, música de Leocadio Torres. - Promesa a San Antonio, música de Cuti Carabajal. - Romance de los caminos, música de Cuti Carabajal. - Aunque te alejes del pago, música de Cuti Carabajal. - Canciones del recuerdo, música de Cuti Carabajal. - Achalay tierra mojada, música de Pedro Luis y Antonio Ríos. - Acequia del coronel, música de Leocadio Torres. | - Chacarera del polear, música de Juan Bautista Díaz. - A la sombra de mi mama, música de Carlos Carabajal. - El chasqui Venancio Caro, música de Carlos Carabajal. - Qué más se puede pedir, música de Carlos Carabajal. - La Pockoy pacha, música de Carlos Carabajal. - Del tiempo mozo, música de Carlos Carabajal. - Alma challuera, música de Carlos Carabajal. - ¡Oh, mujer!, música de Carlos Carabajal. - Tata Nachi, música de Carlos Carabajal. - Chacarera para Agustín, música de Cuti Carabajal. |

## Homenajes
- «Buenas noches, Cristóforo Juárez», evento artístico en su homenaje realizado en 2004 y organizado por la Subsecretaría de Cultura, en el ciclo «Buenas Noches Cultores de Nuestra Música», con la presencia de poetas y músicos como Alfonso Nassif, Felipe Rojas, Graciela López, Carlos Artayer, Gladis Paz, Lisandro Amarilla, Melci Ocampo, Héctor Cruz, Alfredo Ábalos, Juan Carlos Carabajal y el Rejunte, Marcelo Mitre, Muni Santillán, y Carlos, Peteco, Cuti, Roberto, Musha, Walter y Graciela Carabajal.[4]
- Canción Chacarera pa' don Cristóforo, con letra de Juan Carlos Carabajal y música de Peteco Carabajal.[5]